# Climatisation solaire
L'expression « climatisation solaire » désigne l'ensemble des moyens de climatiser en utilisant comme ressource énergétique primaire l'énergie communiquée par les rayonnements du soleil. 
La production de froid s'effectue soit en récupérant la chaleur solaire grâce à des capteurs solaires thermiques, soit en utilisant l'électricité solaire, produite par des panneaux photovoltaïques par exemple.
Ce mode de climatisation qui peut se substituer à l'utilisation de ressources fossiles présente comme principal intérêt de pouvoir fournir le plus de froid quand il fait le plus chaud, ce qui correspond généralement aux périodes où le soleil est le plus disponible. Dans les régions les plus chaudes, l'évacuation de la chaleur extraite des bâtiments à climatiser peut cependant se révéler problématique.

## Climatisation par effet thermique et vortex
Cette climatisation est passive. Son principe est l'installation d'un tuyau de poêle de grande longueur (6 à 8 m), peint en noir. L'air dans ce tuyau est chauffé ce qui crée un phénomène d'aspiration à la base du tuyau. Par un système d'ailette, on force l'air à former un vortex. Pour finir, un petit tuyau vient récupérer l'air froid situé au centre du vortex, c'est-à-dire au centre du tuyau de poêle.

## Climatisation par dessiccation / évaporation
Les systèmes à dessiccation sont des systèmes ouverts utilisant l’eau, en contact direct avec l’air, comme fluide caloporteur. Dans les bâtiments modernes, ils sont systématiquement utilisés en couplage avec une centrale de traitement d'air (CTA).
Les systèmes les plus simples sont passifs et utilisent l'évaporation de l'eau, là où elle est disponible.
Le procédé se retrouve chez les termites qui rafraîchissent leurs termitières en construisant de grandes cheminées exposées au soleil. Ces cheminées ventilent les galeries où l'évaporation de l'eau provenant du sol maintient une atmosphère plus fraîche.

## Climatisation par absorption
Plus complexes, ils utilisent en cycles fermés un matériau hydrophile pour absorber ou restituer l'eau, qui permet de créer un compresseur qui n'utilise pas ou presque pas d'énergie mécanique, ainsi avec des capteurs solaires on peut créer une climatisation qui réagit de plus avec la température extérieure.
En 2015 la start-up française Helioclim a mis au point une technologie de climatisation réversible solaire dans le cadre du projet « Solaire de climatisation réversible intégré au bâti » (Scrib), cofinancé par l'Ademe (France) dans le cadre des investissements d'avenir à hauteur de 2,8 millions d'euros. La technologie associe des capteurs solaires thermiques (miroirs cylindro-paraboliques) à concentration et une machine à absorption, qui fonctionne avec un mélange eau-ammoniac.

## Climatisation par adsorption
L'adsorption est basée sur un cycle de vaporisation/condensation .

## Exemples d'installation
La plus grande installation de climatisation solaire d'Europe en 2008 est celle du centre technologique de l'entreprise Festo. Ce prototype de machine frigorifique à absorption est fournie en calories par le plus vaste réseau de collecteurs solaires thermiques à tubes sous vide existant en 2008 (1,330 m2 de surface). Elle est mise en service en 2007 (dans le cadre du programme "Solarthermie2000plus") et est testée durant plusieurs années par l'École supérieure d'Offenburg, qui l'a commandée pour climatiser ses bureaux et ses gros ordinateurs. L'objectif est d'économiser entre 500 et 650 MWh/an d'énergie primaire

Schéma de la climatisation solaire

Note : Le schéma comporte une ambiguïté, en effet la production de froid utile a lieu au niveau de l'évaporateur (une description plus détaillée du schéma aiderait à la compréhension).

### Principe
Air entrant :
- 1 - Filtration de l'air

Schéma du système par dessiccation / évaporation

- 2 - Déshumidification : l'air passe dans une roue dessicante qui lui retire une grande partie de son humidité et augmente par la même occasion sa température
- 3 - Passage dans un échangeur de chaleur 3/7 : l'air entrant et sec revient à température de l'air extrait, lui-même refroidit au maximum (étape 6 de l'air sortant)
- 4 - Réhumidification : au contact avec l'air sec, l'eau pulvérisée s'évapore en prenant à l'air la chaleur latente de vaporisation nécessaire, ce qui se traduit par une diminution de sa température et permet de rétablir un taux d'humidité acceptable.
- 5 - Ventilateur

Air sortant :
- 6 - Rafraîchissement par humidification : l'air extrait est saturé en humidité afin d'abaisser au maximum sa température, et donc d'abaisser au maximum la température de l'air entrant à l'étape suivante
- 7 et 8 - On chauffe l'air extrait afin de lui permettre d'absorber encore plus d'humidité ; d'abord par récupération de la chaleur de l'air entrant (dans l'échangeur 3/7, couplé à l'étape 3 pour l'air entrant), puis par chauffage dans le radiateur 8
- 9 - Régénération de la roue dessiccante : L'air extrait, chauffé de 45 à 90 °C permet de vaporiser les molécules d'eau retenues dans les pores de la roue à sorption. De cette manière la roue dessiccante peut de nouveau absorber l'humidité de l'air entrant.
- 10 - Ventilateur : le système évacue de l'air plus chaud et plus humide que l'air intérieur, ainsi s'évacue la chaleur.

### Avantages
- Production de froid grâce à une énergie inépuisable : l'énergie solaire
- Synchronisation idéale entre la demande frigorifique et le gisement solaire
- Utilisation de la chaleur solaire en complément du chauffage en hiver
- Consommations électriques très faibles comparées à celles dues à un compresseur frigorifique
- Pas de fluide frigorigène polluant, dégradant la couche d'ozone ou à effet de serre (CFC, HCFC, HFC...)

### Inconvénients
La production frigorifique dépendant des apports solaires, le système ne fonctionne qu'en journée. Il est donc plutôt adapté à la climatisation d'entreprises, locaux ou machines ne fonctionnant que le jour.
Il est cependant possible de stocker de la chaleur emmagasinée en journée dans des ballons tampons ou des étangs solaires afin d'utiliser le système pendant les périodes non ensoleillées.